# Neochordodes semiluna
Neochordodes semiluna är en tagelmaskart som beskrevs av Villalobos och Mayra Camino 1999. Neochordodes semiluna ingår i släktet Neochordodes och familjen Chordodidae. Inga underarter finns listade i Catalogue of Life.